# Scotopteryx ferridotata
Scotopteryx ferridotata är en fjärilsart som beskrevs av Walker 1863. Scotopteryx ferridotata ingår i släktet backmätare, och familjen mätare. Inga underarter finns listade.